# Verbascum phyllostachyum
Verbascum phyllostachyum är en flenörtsväxtart som beskrevs av Pierre Edmond Boissier och Hausskn.. Verbascum phyllostachyum ingår i släktet kungsljus, och familjen flenörtsväxter. Inga underarter finns listade i Catalogue of Life.